# Gravestok
En gravestok var et hurtigt tillavet og simpelt, men praktiskt og vidt udbredt graveredskab tidligere brugt af indianske kvinder i navnlig præriestammerne.:80  Desuden indgik gravestokke som vigtige dele af visse hellige bundter.:81 

## Gravestokken
Agerbrugerne i hidatsa stammen brugte en gravestok af rød-ask (Fraxinus pennsylvanica).:12  Et tilpas tykt og let bøjet ungtræ blev skåret over tæt ved roden. Den tykke ende blev snittet i form af en trekantet spids, der kortvarigt blev udsat for ild for at hærde den.:19-20 
Flathead kvinder i Rocky Mountains bjergdale kunne forsyne gravestokken med et påsat håndtag, der var forsynet med et hul i midten til den øverste ende af gravestokken.:53  Selve stokken var typisk lavet af ellebladet bærmispel (Amelanchier alnifolia) og var 60-75 cm lang.:213 
Både bannock – og shoshone indianernes gravestokke kunne været fremstillet af horn, f.eks. gevirer fra wapiti-hjorte.:211 og 213 

## Gravestokkens brug
Gravestokken kom navnlig i brug, når kvinder gravede prærieroer (Psoralea esculenta), vilde gulerødder (Leptoaenia multifida) og andre spiselige rødder frem af præriejorden.:136  Under crowernes tobaks-ceremoni, hvor små bede blev plantet til med hellige tobaksfrø, fungerede isatte gravestokke som skelpæle.:292  Crow kvinder i sorg angav med et varierende antal sorte striber på gravestokken, hvor mange årstider de ville sørge over en afdød.:41  Når der skulle laves huller til stolperne i en ny jordhytte, gravede hidatsaerne jorden op med bl.a. gravestokke, og stokkene blev også brugt som løftestænger til at flytte stolperne på jorden med.:35 
Under arapahoernes soldans var en indviet gravestok fastgjort i centerstolpens forgrening øverst.:114  En kvinde udstyret med bl.a en gravestok indtog en central rolle i Blackfoot soldansen.:241 